# Золотая малина (премия, 2001)
21-я церемония объявления лауреатов премии «Золотая малина» за сомнительные заслуги в области кинематографа за 2000 год состоялась 24 марта 2001 года в Radisson Huntley Hotel (Санта-Моника, Калифорния).

## Статистика
| Фильм                                                            | номинации | победы |
| ---------------------------------------------------------------- | --------- | ------ |
| • Поле битвы: Земля / Battlefield Earth                          | 8         | 7      |
| • Ведьма из Блэр 2: Книга теней / Book of Shadows: Blair Witch 2 | 5         | 1      |
| • Лучший друг / The Next Best Thing                              | 5         | 1      |
| • Никки, дьявол-младший / Little Nicky                           | 5         | -      |
| • Флинтстоуны в Рок-Вегасе / The Flintstones in Viva Rock Vegas  | 4         | -      |
| • 6-й день / The 6th Day                                         | 3         | -      |
| • Гринч — похититель Рождества / How the Grinch Stole Christmas  | 2         | -      |
| • Убрать Картера / Get Carter                                    | 2         | -      |
| • Миссия невыполнима 2 / Mission: Impossible II                  | 2         | -      |

## Список лауреатов и номинантов
Победители выделены отдельным цветом. 
| Категории                    | Лауреаты и номинанты                                                                               | Лауреаты и номинанты                                                                               | Лауреаты и номинанты                                                                               |
| ---------------------------- | -------------------------------------------------------------------------------------------------- | -------------------------------------------------------------------------------------------------- | -------------------------------------------------------------------------------------------------- |
| Худший фильм                 | • Поле битвы: Земля / Battlefield Earth (продюсеры: Эли Самаха, Джонатан Д. Крэйн и Джон Траволта) | • Поле битвы: Земля / Battlefield Earth (продюсеры: Эли Самаха, Джонатан Д. Крэйн и Джон Траволта) | • Поле битвы: Земля / Battlefield Earth (продюсеры: Эли Самаха, Джонатан Д. Крэйн и Джон Траволта) |
| Худший фильм                 | • Ведьма из Блэр 2: Книга теней / Book of Shadows: Blair Witch 2 (Artisan)                         | | |
| Худший фильм                 | • Флинтстоуны в Рок-Вегасе / The Flintstones in Viva Rock Vegas (Universal)                        | | |
| Худший фильм                 | • Никки, дьявол-младший / Little Nicky (New Line)                                                  | | |
| Худший фильм                 | • Лучший друг / The Next Best Thing (Paramount)                                                    | | |
| Худший ремейк или сиквел     | • Ведьма из Блэр 2: Книга теней / Book of Shadows: Blair Witch 2 (продюсер: Билл Карраро)          | • Ведьма из Блэр 2: Книга теней / Book of Shadows: Blair Witch 2 (продюсер: Билл Карраро)          | • Ведьма из Блэр 2: Книга теней / Book of Shadows: Blair Witch 2 (продюсер: Билл Карраро)          |
| Худший ремейк или сиквел     | • Гринч — похититель Рождества / How the Grinch Stole Christmas                                    | | |
| Худший ремейк или сиквел     | • Флинтстоуны в Рок-Вегасе / The Flintstones in Viva Rock Vegas                                    | | |
| Худший ремейк или сиквел     | • Убрать Картера / Get Carter                                                                      | | |
| Худший ремейк или сиквел     | • Миссия невыполнима 2 / Mission: Impossible II                                                    | | |
| Худший актёр                 | Джон Траволта                                                                                      | • Джон Траволта —                                                                                  | «Поле битвы: Земля» (за роль Терла) «Счастливые номера» (за роль Расса Ричардса)                   |
| Худший актёр                 | Джон Траволта                                                                                      | • Арнольд Шварценеггер — «6-й день» (за роль Адама Гибсона)                                        | |
| Худший актёр                 | Джон Траволта                                                                                      | • Леонардо Ди Каприо — «Пляж» (за роль Ричарда)                                                    | |
| Худший актёр                 | Джон Траволта                                                                                      | • Сильвестр Сталлоне — «Убрать Картера» (за роль Джека Картера)                                    | |
| Худший актёр                 | Джон Траволта                                                                                      | • Адам Сэндлер — «Никки, дьявол-младший» (за роль Никки)                                           | |
| Худшая актриса               | Мадонна                                                                                            | • Мадонна — «Лучший друг» (за роль Эбби Рейнольдс)                                                 | • Мадонна — «Лучший друг» (за роль Эбби Рейнольдс)                                                 |
| Худшая актриса               | Мадонна                                                                                            | • Ким Бейсингер —                                                                                  | «Спаси и сохрани» (за роль Мэгги О’Коннор) «Я мечтала об Африке» (за роль Куки Галлманн)           |
| Худшая актриса               | Мадонна                                                                                            | • Мелани Гриффит — «Безумный Сесил Б.» (за роль Хани Уитлок)                                       | |
| Худшая актриса               | Мадонна                                                                                            | • Бетт Мидлер — «Настоящая женщина» (за роль Жаклин Сюзанн)                                        | |
| Худшая актриса               | Мадонна                                                                                            | • Деми Мур — «Две жизни» (за роль Марти / Мари)                                                    | |
| Худший актёр второго плана   | Барри Пеппер                                                                                       | • Барри Пеппер — «Поле битвы: Земля» (за роль Джонни Гудбоя Тайлера)                               | • Барри Пеппер — «Поле битвы: Земля» (за роль Джонни Гудбоя Тайлера)                               |
| Худший актёр второго плана   | Барри Пеппер                                                                                       | • Арнольд Шварценеггер (как клон Адама Гибсона) — «6-й день»                                       | |
| Худший актёр второго плана   | Барри Пеппер                                                                                       | • Форест Уитакер — «Поле битвы: Земля» (за роль Кера)                                              | |
| Худший актёр второго плана   | Барри Пеппер                                                                                       | • Стивен Болдуин — «Флинтстоуны в Рок-Вегасе» (за роль Барни Раббла)                               | |
| Худший актёр второго плана   | Барри Пеппер                                                                                       | • Киану Ривз — «Наблюдатель» (за роль Дэвида Аллена Гриффина)                                      | |
| Худшая актриса второго плана | Келли Престон                                                                                      | • Келли Престон — «Поле битвы: Земля» (за роль Chirk)                                              | • Келли Престон — «Поле битвы: Земля» (за роль Chirk)                                              |
| Худшая актриса второго плана | Келли Престон                                                                                      | • Рене Руссо — «Приключения Рокки и Буллвинкля» (за роль Наташи Фатале)                            | |
| Худшая актриса второго плана | Келли Престон                                                                                      | • Джоан Коллинз — «Флинтстоуны в Рок-Вегасе» (за роль Пирл Слэгхупл)                               | |
| Худшая актриса второго плана | Келли Престон                                                                                      | • Патрисия Аркетт — «Никки, дьявол-младший» (за роль Валери Веран)                                 | |
| Худшая актриса второго плана | Келли Престон                                                                                      | • Тэнди Ньютон — «Миссия невыполнима 2» (за роль Найи Нордофф-Холл)                                | |
| Худший режиссёр              | Роджер Кристиан                                                                                    | • Роджер Кристиан за фильм «Поле битвы: Земля»                                                     | • Роджер Кристиан за фильм «Поле битвы: Земля»                                                     |
| Худший режиссёр              | Роджер Кристиан                                                                                    | • Джо Берлингер — «Ведьма из Блэр 2: Книга теней»                                                  | |
| Худший режиссёр              | Роджер Кристиан                                                                                    | • Стивен Брилл — «Никки, дьявол-младший»                                                           | |
| Худший режиссёр              | Роджер Кристиан                                                                                    | • Брайан Де Пальма — «Миссия на Марс»                                                              | |
| Худший режиссёр              | Роджер Кристиан                                                                                    | • Джон Шлезингер — «Лучший друг»                                                                   | |
| Худший сценарий              | | • Кори Манделл и Дж. Д. Шапиро — «Поле битвы: Земля»                                               | • Кори Манделл и Дж. Д. Шапиро — «Поле битвы: Земля»                                               |
| Худший сценарий              | • Дэниел Мирик, Эдуардо Санчес, Дик Биби и Джо Берлингер — «Ведьма из Блэр 2: Книга теней»         | | |
| Худший сценарий              | • Джеффри Прайс и Питер С. Симен — «Гринч — похититель Рождества»                                  | | |
| Худший сценарий              | • Тим Херлихи, Адам Сэндлер и Стивен Брилл — «Никки, дьявол-младший»                               | | |
| Худший сценарий              | • Том Ропелевски — «Лучший друг»                                                                   | | |
| Худший актёрский дуэт        | Джон Траволта                                                                                      | • Джон Траволта и любой другой актёр в кадре в фильме «Поле битвы: Земля»                          | • Джон Траволта и любой другой актёр в кадре в фильме «Поле битвы: Земля»                          |
| Худший актёрский дуэт        | Джон Траволта                                                                                      | • Арнольд Шварценеггер (как Адам Гибсон и как клон Адама Гибсона) — «6-й день»                     | |
| Худший актёрский дуэт        | Джон Траволта                                                                                      | • Ричард Гир и Вайнона Райдер — «Осень в Нью-Йорке»                                                | |
| Худший актёрский дуэт        | Джон Траволта                                                                                      | • любые два актёра в фильме «Ведьма из Блэр 2: Книга теней»                                        | |
| Худший актёрский дуэт        | Джон Траволта                                                                                      | • Мадонна, или с Рупертом Эвереттом, или с Бенджамином Брэттом — «Лучший друг»                     | |